# Vinzilí
Vinzilí (en rus: Винзили) és un poble (possiólok) de l'óblast de Tiumén, a Rússia. El 2021 tenia 12.796 habitants.